# Leonel Searle
Leonel Fernando Searle Couve (Temuco, 19 de noviembre de 1949), diplomático chileno, actual Embajador de Chile en Irlanda (2010- ). Ha sido Cónsul de Chile en Tacna en Perú entre otros cargos.

## Biografía
El Embajador Leonel Searle es Administrador Público de la Universidad de Chile y se graduó de la Academia Diplomática Andrés Bello en 1976. En el Servicio Exterior ha ejercido como Cónsul de Chile en Tacna, Perú y en el mismo cargo en Nueva York, Estados Unidos; como Primer Secretario en la Misión de Chile ante las Comunidades Europeas con sede en Bruselas, Bélgica; en la Santa Sede; en la Embajada de Chile ante la Soberana Orden Militar de Malta, en Roma, Italia; y como Consejero en la Misión Permanente de Chile ante las Naciones Unidas en Nueva York.
En el Ministerio de Relaciones Exteriores de Chile, el embajador Leonel Searle ha cumplido funciones en el gabinete del director general de Política Exterior; en la Dirección de Asuntos de América del Sur; como director adjunto y subdirector de Asuntos de América del Sur; como director adjunto y subdirector de Asunto de Asia y Pacífico (2005-2006). Asimismo, antes de asumir como Embajador de Chile en Irlanda se desempeñó desde 2007 como Ministro Consejero en la Embajada de Chile en Brasil.
El Embajador Leonel Searle ha sido condecorado por los gobiernos de Perú y Ecuador, así como por la Santa Sede y la Orden de Malta.